# Fatoumata Binta Diallo
Fatoumata Binta Diallo é uma política na Guiné. Ex-Ministra de Energia e Água e Ministra da Indústria, Pequenas e Médias Empresas e Promoção do Setor Privado, atualmente é presidente do Fórum de Mulheres Parlamentares da Guiné.

## Carreira
Fatoumata Binta Diallo é filha do ex-presidente da Assembleia Nacional da Guiné Boubacar Biro Diallo. Ela é membro da Assembleia Nacional da Guiné para o distrito eleitoral de Koundara. Binta Diallo foi também membro da União das Forças Democráticas da Guiné.
Binta Diallo serviu no gabinete da Guiné como Ministro da Energia e Água. Em 2015 e 2016 foi Ministra da Indústria, Pequenas e Médias Empresas e Promoção do Setor Privado do Presidente Alpha Condé. Binta Diallo mudou de partido para a Assembleia Popular da Guiné, em outubro de 2017.
Binta Diallo foi eleita presidente do Fórum das Mulheres Parlamentares da Guiné, em julho de 2016; ela já havia atuado como tesoureira do corpo. Os seus objetivos são melhorar a representação das mulheres no parlamento guineense, no governo local e no judiciário.
Binta Diallo encorajou o autor Adnan Qureshi a viajar para a Guiné para documentar a epidemia do vírus do Ébola na África Ocidental de 2013-1016.